# Langelandia niticosta
Langelandia niticosta là một loài bọ cánh cứng trong họ Zopheridae. Loài này được Schuh & Mifsud miêu tả khoa học năm 2000.